# Европски дан паркова
Европски дан паркова је комеморативни дан за заштићена подручја широм Европе, обележава се 24. маја.

## Историјат
Федерација националних паркова Европе је 24. мај прогласила Европским даном паркова са циљем скретања пажње на значај зелених површина. Обележава се у знак сећања на проглашење првих девет европских националних паркова 1909. године у Шведској, а први пут је обележен 1999. У Србији се обележава од 2001. године са циљем приближавања природе људима и подизања свести јавности о важности природних лепота, очувању и одрживости паркова.